# Laurent Hennequin
Laurent Hennequin est un acteur et auteur-compositeur-interprète français né le 11 décembre 1965 à  Bois-Colombes.

## Biographie
Laurent Hennequin commence sa carrière en jouant dans le film Les Équilibristes, aux côtés de Michel Piccoli. Il apparaît aussi dans le film Le Zèbre dans lequel joue aussi Thierry Lhermitte, puis au côté de Catherine Zeta-Jones dans la série anglaise « the darling buds of may », ou encore au côté de Mickey Rourke dans « Love in Paris ».
À partir de 1999, il enchaîne les rôles pour la télévision: il joue dans « la femme piégée » avec Marion Cotillard, « mauvaise pente » son 1er rôle principal, et c’est quelques mois plus tard que sa carrière s’envole avec le rôle principal masculin de la saga d’été « Méditerranée » au côté d’ingrid Chauvin, Jean Pierre Cassel, jean François Stevenin, Grégory Fitoussi et Bruno Wolkowitch. S’ensuit une série de rôles dans lesquels l’artiste élargit sa palette de rôles : il est Daniel Cellier - flic de terrain - dans « Diane, femme flic », Philippe Keller - tueur en série / maître en art martiaux- dans « Boulevard du palais », Vincent Lauzerte - Papa solo / musicien - dans la série « Père et Maire », etc.
De 2001 à 2004, Laurent Hennequin est le compagnon de l'actrice Ingrid Chauvin qu'il a rencontrée sur le tournage de la mini-série Méditerranée.
En 2006, il est victime d’un grave accident de moto lourd de conséquences : il passe trois ans à l’hôpital et doit renoncer à certains projets. Il en profite pour composer son premier album de chansons Je m'envole. Il réussit à reprendre sa carrière d'acteur dans des séries et des téléfilms tels que « Joséphine, ange gardien » , « Section de recherches », « Une suite pour deux », « RIS Police scientifique », « Clem »...
En 2011 et 2013, il incarne le juge Alexandre Hoffman dans la série « Profilage ».
En 2012, il enregistre son deuxième album intitulé Rendez-vous près des étoiles dont le clip de la chanson éponyme est tourné avec la comédienne Delphine Chanéac.
En 2013, il est une des vedettes du film « Le crépuscule des ombres » de Mohamed Lakhdar Hamina (ex palme d’or à Cannes), puis il joue dans «On voulait tout casser » de Philippe Guillard aux côtés de Benoit Magimel, Kad Merad et Charles Berling.
En 2016-2017, il participe au spectacle et à la tournée de la comédie musicale Résiste rendant hommage à Michel Berger et organisée par France Gall.
Depuis, nous avons pu le voir dans « Chérif ». Il a tourné le pilote d’une série internationale : « Les héritiers de Patmos » dans lequel il joue le rôle principal et finit en 2018 le tournage de « Nina » (saison 4) et le guest principal d’un épisode de Caïn, pour France 2.
2019 s’annonce riche pour le comédien, puisqu’il enchaîne les rôles, dans « Tandem », « Munch », et « Crimes parfaits ».
Depuis octobre 2019, il joue Andrès Galeano, équithérapeute, alias Pavel le caïd dans Plus belle la vie.

## Filmographie

### Cinéma

#### Longs métrages
- 1992 : Les Équilibristes de Nikos Papatakis : le soldat prostitué
- 1992 : Le Zèbre de Jean Poiret : Benjamin Bonnange
- 1996 : Love in Paris de Anne Goursaud avec Mickey Rourke.
- 2008 : La Journée de la jupe de Jean-Paul Lilienfeld : Max
- 2014 : Crépuscule des ombres de Mohammed Lakhdar-Hamina : le commandant Saintenac (rôle principal)
- 2015 : On voulait tout casser de Philippe Guillard : Max Marchal

#### Courts métrages
- 1998 : Les Monstres de faïence de Fabrice Rozac : ?
- 2000 : Lola de Mickaël Marnat : ?
- 2002 : Holder d'Eric Gendarme : ?
- 2004 : Plan B d'Eric Gendarme : ?
- 2014 : Boomerang de Mika Cotellon et Eric Gendarme : Arthur Percier

### Télévision

#### Téléfilms
- 2000 : Le Secret d'Alice de Mickaël Perrota : le masseur
- 2008 : Une suite pour deux de Didier Albert : Alex
- 2012 : Assassinée de Thierry Binisti avec Patricia Kaas

#### Séries télévisées
- 1991 : The Darling Buds of May : Sebastian (épisode : A Breath of French Air, parties 1 et 2) avec Catherine Zeta-Jones
- 1994 : Extrême limite (Saison 1 Épisode 27 : Le golfeur) : Alexis Delcourt
- 1997 : Paradis d'enfer de Dominique Masson, Emmanuel Fonlladosa
- 2001 : Nestor Burma de David Delrieux : Varini (épisode#6.4 : N'appelez pas la police)
- 2001 : Mauvais présage (de Philippe Monpontet) Philippe (rôle principal)
- 2001 : « Une Femme Piégée (de Laurent Carcélès) Bruno Galet (avec Marion Cotillard)
- 2001 : Méditerranée : Alex Lantosque (Rôle principal masculin) (mini-série, épisodes 1, 2, 3, 4 & 5)
- 2002 : Commissariat Bastille : Bill (épisode 6 : Compte à rebours de Jean-Marc Seban)
- 2002 : Femmes de loi, réalisé par Laurent Carcélès
- 2004 : Léa Parker de Laurent Brégeat : Philippe (épisode#1.10 : Mise à pied)
- 2004 : Boulevard du Palais de Pascale Dallet : Philippe Keller (épisode#6.4 : Mauvaise pente)
- 2004-2005 : Diane, femme flic : Daniel Cellier (épisode#2.1 - Sous influence de Marc Angelo), Villon (épisode#3.4 - Jeune fille en crise d'Étienne Dhaene)
- 2005 : Père et Maire : Vincent Lauzerte (épisode 14 : Les liens du cœur de Gilles Béhat) guest principal
- 2005 : Commissaire Valence : Michaud (épisode#1.6 : Vengeances de Patrick Grandperret)
- 2007 : Alex Santana, négociateur - épisode 9 : Accident de René Manzor : Laurent Marino
- 2008 : R.I.S. Police scientifique - épisode : La piste aux étoiles de Christophe Douchand : Bernard Morel
- 2009 : La Vie est à nous : Peter (épisodes 6, 8 et 13 de Patrick Grandperret et Luc Pagès)
- 2009 : Joséphine, ange gardien de Philippe Monnier : Marc (épisode 48 : Les majorettes)
- 2011 : Section de recherches : Denis Lanvin (épisode#5.13 : Une place au soleil, parties 1-2, de Gérard Marx)guest principal
- 2012-2013 : Profilage : le juge Alexandre Hoffman (8 épisodes réalisés par Alexandre Laurent & Julien Despaux)
- 2013 : Clem de Joyce Buñuel : Luca Rosenbaum (épisodes Un de plus chez les Boissier et Maman a craqué)
- 2015 : Chérif, réalisé par Vincent Giovanni
- 2017 : Les héritiers de Patmos, réalisé par Franco Franchini  (rôle principal)
- 2017 : Nina, réalisé par Jérôme Portheault :  (saison 4)
- 2018 : Caïn, réalisé par Jason Roffé  (saison 8) guest principal
- 2019 : Munch : M. Jourdan (saison 3, épisode 2)
- 2019-2022 : Plus belle la vie : Andrès Galeano / Andrei Ivanov / Pavel
- 2020 : Tandem : Frédéric Parisot (saison 4, épisode 2)
- 2020 : Crimes parfaits :  Aymeric Molhant (saison 2, épisode 11)

### Doublage
- 2019 : « Vice » / « le retour de Ben » / « La mule » / « Tolkien » / « The irishman »
- 2022 : « Buzz l’éclair »

## Discographie
- 2009 : Je m'envole
- 2012 : Rendez-vous sous les étoiles
- 2016 : Résiste (comédie musicale de France Gall) spectacle (palais des sports + tournées )& album (rôle : Monsieur Bouvier)